# Jean Baptiste Émile Vidal
Pour les articles homonymes, voir Vidal.
Jean Baptiste Émile Vidal (18 juin 1825 à Paris - 16 juin 1893 à Paris) est un dermatologue français. 
Il étudie la médecine à Tours et à Paris ; il passe la plus grande partie de sa carrière à l'Hôpital Saint-Louis à Paris 10e. Officier de la Légion d'honneur, il est élu membre de l'Académie nationale de médecine en 1883.

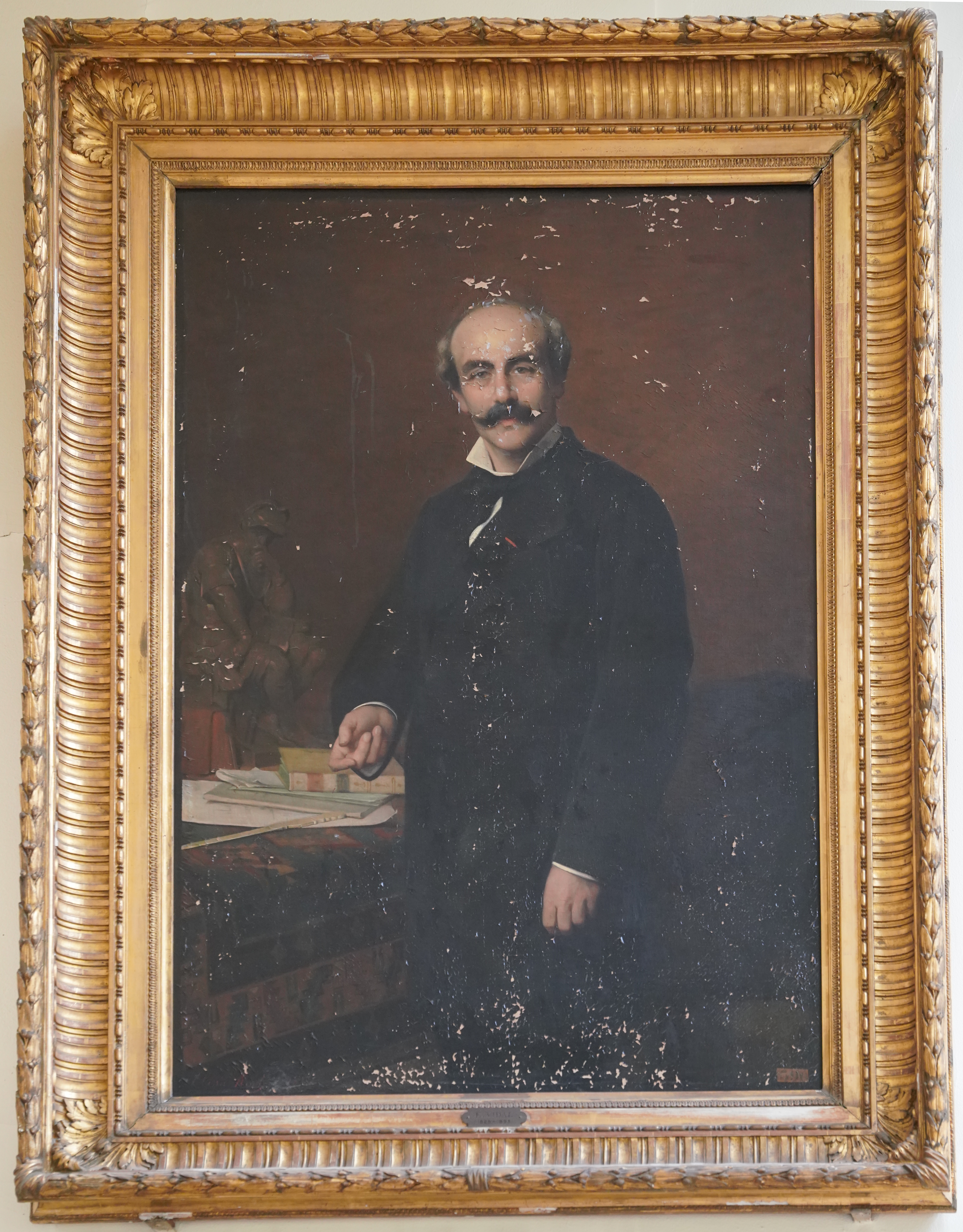
présenté au musée des Moulages.

Vidal est connu principalement pour ses travaux sur les maladies de peau non-syphilitiques, dont des recherches sur l'herpès, le lupus ou la lichénification. En 1882, il décrit le pityriasis circinata, forme localisée du pityriasis rosé de Gibert qui touche les aisselles ou les aines. 
L'ancien nom référencé du lichen simplex chronicus est la maladie de Vidal, du nom de son découvreur.
Émile Vidal est inhumé le 19 juin 1893 au cimetière de Montmartre 27e division.